# Parque nacional de Bunaken
El Parque nacional de Bunaken es un parque nacional marino indonesio en el norte de la isla de Célebes. El parque se encuentra cerca del centro del Triángulo de Coral, proporcionando hábitat a 390 especies de coral así como muchos peces, moluscos, reptiles y mamíferos marinos. El parque es representativo de los ecosistemas acuáticos tropicales de Indonesia, formado por llanuras de pradera marina, arrecifes de coral y ecosistemas costeros.
Fue establecido como parque nacional en 1991 y está entre los primeros del sistema creciente de Indonesia de parques marinos. Abarca una superficie de 890,65 km², 97% de los cuales son hábitat marino. El 3% restante es terrestre, incluyendo las cinco islas de Bunaken, Manado Tua, Mantehage, Nain y Siladen. La parte meridional del parque abarca parte de la costa de Tanjung Kelapa.